# Villa Pallavicini (Langhirano)
La villa Pallavicini, nota anche come villa Zileri-Dal Verme, è un edificio dalle forme neoclassiche, situato all'interno di un parco all'inglese di 5 ettari in strada provinciale per Torrechiara 14 ad Arola, frazione di Langhirano, in provincia di Parma.

## Storia

La villa nella prima metà del XX secolo

La torretta sulla facciata est nella prima metà del XX secolo

La villa fu edificata agli inizi del XVII secolo per volere dei marchesi di Ravarano Boscoli.
Nella seconda metà del XVIII secolo la tenuta fu acquistata dai duchi Lébrun, che la trasformarono in elegante casino di caccia, noto come "Casino Lébrun".
Nella prima metà del XIX secolo, dopo la Restaurazione, il marchese Adalberto Pallavicino, ciambellano di corte, comprò la vasta proprietà.
Alla fine del secolo la villa fu acquistata dal barone Roberto Baracco, che dopo alcuni anni la rivendette ai conti Zileri-Dal Verme.
Nel 2007 l'edificio fu completamente restaurato e adibito a sede per cerimonie e manifestazioni, ma nel 2014 fu nuovamente messo in vendita.

## Descrizione
L'ampio parco si sviluppa su un impianto pressoché trapezoidale, con accesso nello spigolo nord-est sulla strada provinciale per Torrechiara; la villa, collocata sul confine meridionale del giardino, è raggiungibile attraverso un viale ad andamento sinuoso.

### Villa

Scorcio della villa da sud-est

La villa, frutto di numerose modifiche apportate dai vari proprietari succedutisi nei secoli, si articola su una pianta rettangolare.
La facciata principale a nord, interamente intonacata, si innalza su tre livelli fuori terra; il prospetto, simmetrico nella parte centrale, si distingue nelle due estremità per la presenza di un terrazzo balaustrato al primo piano nella parte sinistra; al livello terreno, rivestito in finto bugnato, l'ingresso è preceduto da un porticato in aggetto a tre arcate a tutto sesto, rette da colonne in pietra coronate da capitelli dorici; il primo piano, coronato da un cornicione modanato, presenta una serie di finestre delimitate da cornici con architravi in aggetto.
Il fianco orientale, affacciato sulla val Parma, è caratterizzato dal porticato del livello terreno sovrastato da terrazzo e dall'elegante torre sullo spigolo sud-est, che presenta in sommità aperture ad arco rette da colonnine.
All'interno dell'edificio si trovano numerose sale decorate sulle volte e sulle pareti con affreschi e stucchi.

### Parco

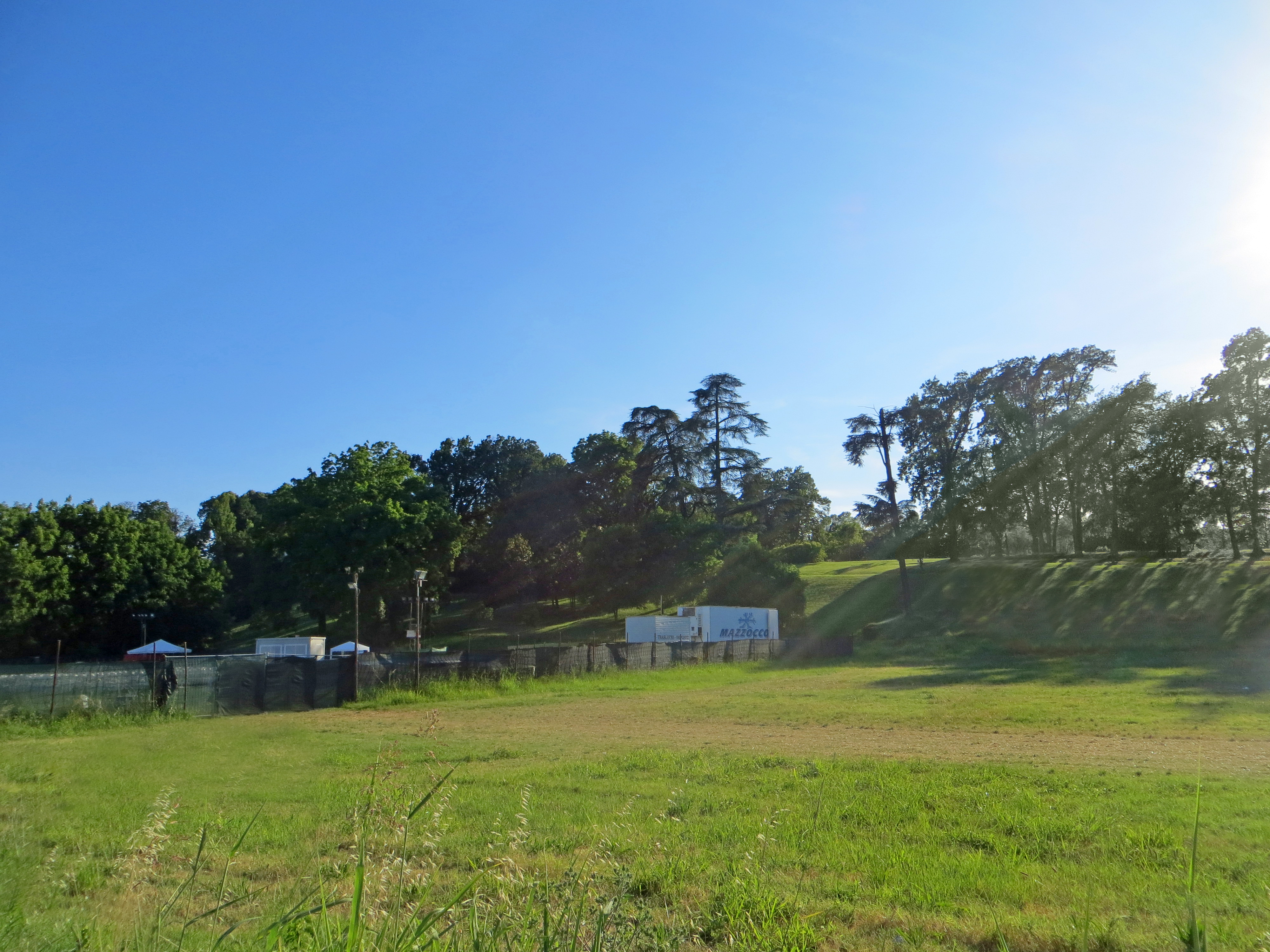
Scorcio del parco

Il parco all'inglese si estende su una superficie di circa 5 ettari sul margine dei primi rilievi collinari dell'Appennino parmense.
Il giardino è arricchito da numerosi esemplari secolari di conifere e altre piante disposte a gruppi qua e là, che si aggiungono ai platani che affiancano il viale d'ingresso nella parte inferiore.